# Sara Casasola
Sara Casasola (29 november 1999) is een Italiaans wielrenster en veldrijdster. Ze rijdt sinds 2025 voor Fenix-Deceuninck. Van 2018 tot 2021 kwam ze uit voor de Italiaanse wielerploeg Servetto-Piumate-Beltrami, in 2022 en 2023 voor Born to Win G20 Ambedo en in 2024 voor het Britse Hess Cycling Team.

## Palmares

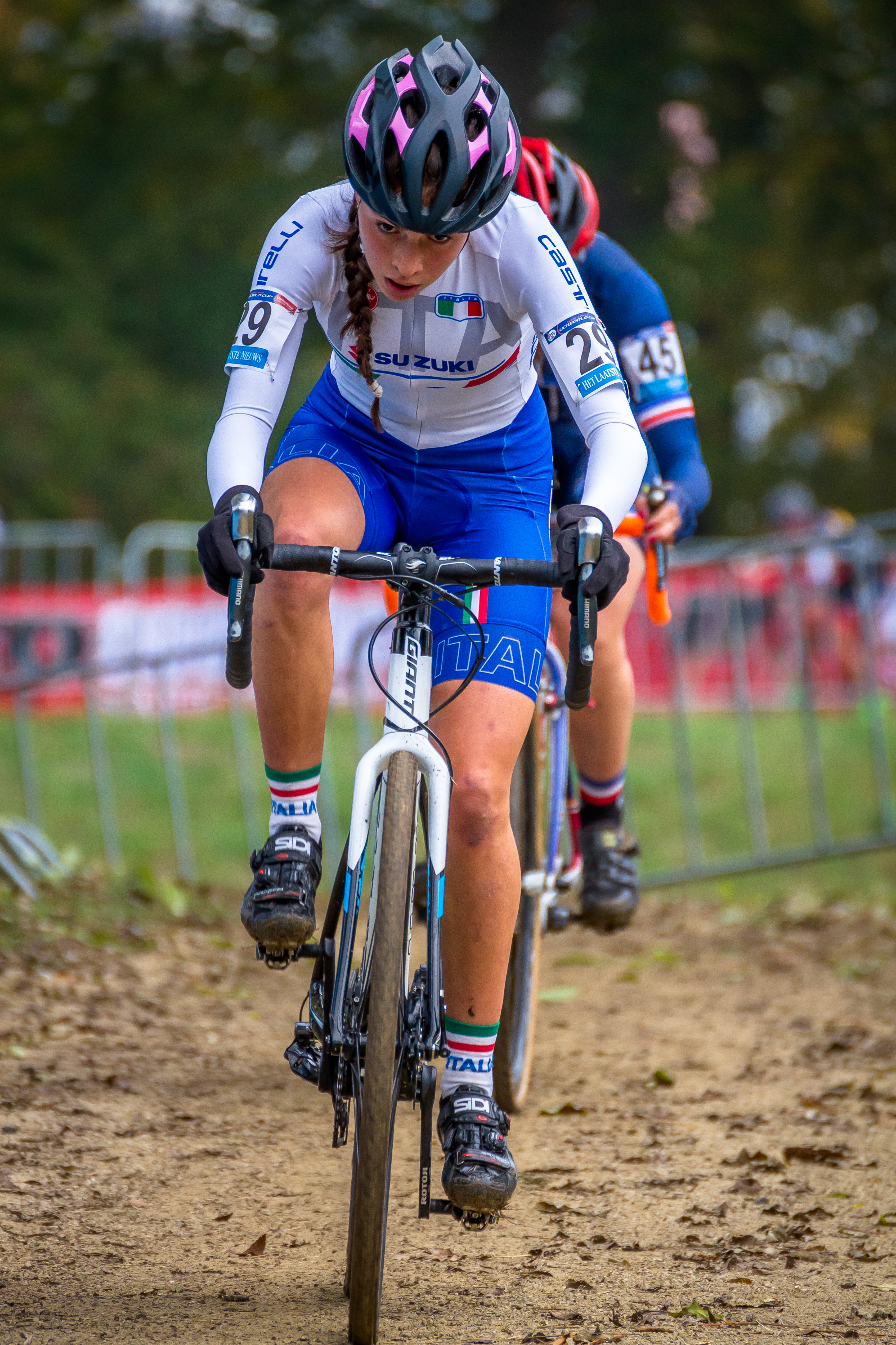
Casasola in de Caubergcross in 2016.

### Veldrijden

#### Resultatentabel elite
| Seizoen   |     | WK  | EK  | IK  |     | Klassementen | Klassementen | Klassementen | Klassementen | Klassementen | Klassementen |       | UCI- ranking |    | Podia | Podia | Podia | Aantal crossen |
| Seizoen   | WB  | WK  | EK  | IK  | SP  | Trofee       | TOI TOI      | Giro         | SMP          | Goud         | Zilver       | Brons | UCI- ranking |    |       |       |       | Aantal crossen |
| --------- | --- | --- | --- | --- | --- | ------------ | ------------ | ------------ | ------------ | ------------ | ------------ | ----- | ------------ | -- | ----- | ----- | ----- | -------------- |
| 2015-2016 |     | –   | –   | –   |     | –            | 38e          | –            |              | ↑            |              |       | 72e          |    | –     | –     | 4     | 10             |
| 2016-2017 | –   | –   | –   | 54e | –   | –            | –            | –            | 53e          | 2            | 1            | 3     | 9            |    |       |       |       |                |
| 2017-2018 | –   | –   | –   | 71e | –   | –            | –            | –            | 59e          | 2            | –            | –     | 7            |    |       |       |       |                |
| 2018-2019 | –   | –   | –   | –   | –   | –            | –            | –            | ↑            | 72e          | 2            | 1     | 1            | 5  |       |       |       |                |
| 2019-2020 | –   | –   | –   | 51e | –   | –            | 47e          | –            | ↑            | 44e          | 3            | –     | 2            | 10 |       |       |       |                |
| 2020-2021 | –   | –   | –   | –   | –   | –            | 11e          | –            |              | 65e          | 2            | –     | –            | 3  |       |       |       |                |
| 2021-2022 | –   | 22e | ↑   | –   | –   | –            | –            | –            | 124e         | –            | 2            | 1     | 6            |    |       |       |       |                |
| 2022-2023 | 12e | 5e  | 11e | 27e | 32e | –            | –            | –            | 29e          | 4            | 4            | –     | 20           |    |       |       |       |                |
| 2023-2024 | 6e  | ↑   | ↑   | 11e | 23e | –            | –            | –            | 11e          | 7            | –            | 1     | 20           |    |       |       |       |                |
| 2024-2025 | 6e  | 4e  | –   | 17e | 5e  | ↑            | –            | –            | 12e          | 1            | 2            | 6     | 22           |    |       |       |       |                |
| Totaal    |     | –   | –   | 1   |     | –            | –            | –            | –            | –            | –            |       | –            |    | 23    | 10    | 17    | 111            |

#### Podiumplaatsen elite
| Legenda                       |
| ----------------------------- |
| Wereldkampioenschappen        |
| Continentale kampioenschappen |
| Nationale kampioenschappen    |
| Wereldbeker                   |
| Superprestige                 |
| Trofee                        |
| Overige veldritten            |

| Nr.           | Seizoen       | Datum            | Veldrit                          | Cat.          | Wedstrijdserie            |               |
| Overwinningen | Overwinningen | Overwinningen    | Overwinningen                    | Overwinningen | Overwinningen             | Overwinningen |
| ------------- | ------------- | ---------------- | -------------------------------- | ------------- | ------------------------- | ------------- |
| 23.           | 2024-2025     | 16 februari 2025 | Brussels Universities Cyclocross | C1            | X²O Badkamers Trofee (#1) | [ 1 ]         |
| 2e plaatsen   |               |                  |                                  |               |                           |               |
| 9.            | 2024-2025     | 19 oktober 2024  | Cyclocross Essen, Essen          | C2            | Exact Cross (#1)          | [ 2 ]         |
| 10.           | 2024-2025     | 15 februari 2025 | Waaslandcross, Sint-Niklaas      | C2            | Exact Cross (#2)          | [ 3 ]         |
| 3e plaatsen   |               |                  |                                  |               |                           |               |
| 12.           | 2024-2025     | 27 oktober 2024  | Druivencross, Overijse           | C1            | Superprestige             | [ 4 ]         |
| 13.           | 2024-2025     | 1 november 2024  | Koppenbergcross, Oudenaarde      | C1            | X²O Badkamers Trofee (#1) | [ 5 ]         |
| 14.           | 2024-2025     | 10 november 2024 | Rapencross, Lokeren              | C2            | X²O Badkamers Trofee (#2) | [ 6 ]         |
| 15.           | 2024-2025     | 17 november 2024 | Flandriencross, Hamme            | C1            | X²O Badkamers Trofee (#3) | [ 7 ]         |
| 16.           | 2024-2025     | 5 februari 2025  | Parkcross, Maldegem              | C2            | Exact Cross               | [ 8 ]         |
| 17.           | 2024-2025     | 8 februari 2025  | Noordzeecross, Middelkerke       | C1            | Superprestige             | [ 9 ]         |

| Seizoen   | Wereldbeker | Superprestige | DVV trofee | WK       | EK       | IK       | Overige  | Totaal aantal zeges |
| Junioren  | Junioren    | Junioren      | Junioren   | Junioren | Junioren | Junioren | Junioren | Junioren            |
| --------- | ----------- | ------------- | ---------- | -------- | -------- | -------- | -------- | ------------------- |
| 2015-2016 |             |               |            |          |          | Zilver   |          | 0                   |
| Beloften  |             |               |            |          |          |          |          |                     |
| 2015-2016 |             |               |            | 18e      | 23e      |          |          | 0                   |
| 2016-2017 |             |               |            | 23e      | 4e       | 7e       |          | 0                   |
| 2017-2018 |             |               |            | 6e       | 22e      | 5e       |          | 0                   |
| 2018-2019 |             |               |            | 43e      | 7e       | Goud     |          | 1                   |
| 2019-2020 |             |               |            | 8e       | DNS      | Zilver   |          | 0                   |
| Totaal    |             |               |            |          |          | 2        | 14       | 1                   |

### Wegwielrennen

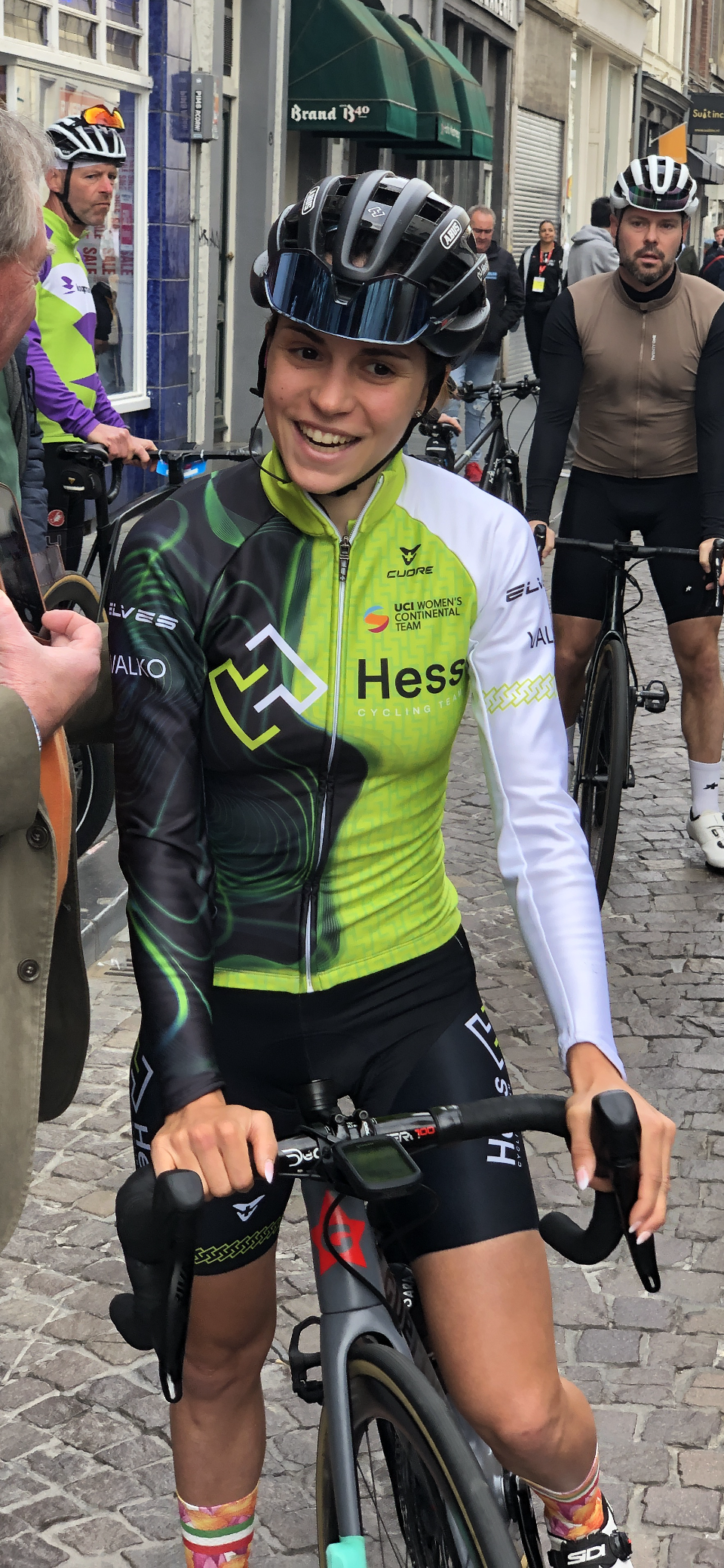
Casasola in de Amstel Gold Race 2024.

2023
Bergklassement Tour de Feminin

#### Resultaten in voornaamste wedstrijden
| Jaar | Ronde van Italië | Ronde van Frankrijk | Ronde van Spanje |
| ---- | ---------------- | ------------------- | ---------------- |
| 2018 |                  |                     |                  |
| 2019 |                  |                     |                  |
| 2020 |                  |                     |                  |
| 2021 |                  |                     |                  |
| 2022 |                  |                     |                  |
| 2023 |                  |                     |                  |
| 2024 |                  |                     |                  |
| 2025 | 15e              |                     |                  |

| Jaar | Milaan-San Remo | Amstel Gold Race | Trofeo Alfredo Binda | Strade Bianche |
| ---- | --------------- | ---------------- | -------------------- | -------------- |
| 2018 |                 |                  |                      | opgave         |
| 2019 |                 |                  | opgave               | opgave         |
| 2020 |                 |                  |                      | opgave         |
| 2021 |                 |                  | opgave               |                |
| 2022 |                 |                  | 62e                  | opgave         |
| 2023 |                 |                  | opgave               | 70e            |
| 2024 |                 | 94e              |                      |                |
| 2025 | 53e             | 82e              | 49e                  | 44e            |

## Ploegen
- 2018 –  Servetto-Stradalli Cycle-Alurecycling
- 2019 –  Servetto-Piumate-Beltrami TSA
- 2020 –  Servetto-Piumate-Beltrami TSA
- 2021 –  Servetto-Makhymo-Beltrami TSA
- 2022 –  Born to Win G20 Ambedo
- 2023 –  Born to Win G20 Ambedo
- 2024 –  Hess Cycling Team
- 2025 –  Fenix-Deceuninck

Alvarado · Casasola · Couzens · De Wilde · Kastelijn · Kuijpers · Perkins · Pieterse · Rooijakkers · Schrempf · Schweinberger · Truyen · van Alphen · van der Heijden · van Zuthem · Worst